# اهلستروم
اهلستروم (انگلیسی: Ahlstrom) شرکت کاغذ فنلاندی است، که در سال ۱۸۵۱ تأسیس شد.